# Samodoskonalenie (sztuczna inteligencja)
Samodoskonalenie (ang. recursive self-improvement, RSI) – proces, w którym inicjalny system ogólnej sztucznej inteligencji (AGI) zwiększa własne możliwości i inteligencję bez ingerencji człowieka, co prowadzi do superinteligencji lub eksplozji inteligencji.
Rozwój samodoskonalenia budzi obawy etyczne i dotyczące bezpieczeństwa, ponieważ takie systemy mogą ewoluować w nieprzewidziany sposób i potencjalnie wykroczyć poza ludzką kontrolę lub zrozumienie.
Termin samodoskonalenia jest związany z terminem "seed AI" wprowadzonym przez Eliezera Yudkowsky’ego, czyli systemem AGI, który jest w stanie się ulepszać bez zewnętrznej ingerencji.

## Badania

### Meta-AI
Meta AI przeprowadziła badania nad rozwojem dużych modeli językowych zdolnych do samodoskonalenia. Obejmuje to pracę nad samonagradzającymi modelami językowymi, w ramach której badają, jak stworzyć nadludzkie agenty.

### OpenAI
Misją OpenAI jest rozwój AGI. Prowadzą badania nad takim zagadnieniem jak zgodność.

### Google DeepMind
W maju 2025 r. Google DeepMind zaprezentował AlphaEvolve, ewolucyjnego agenta korzystającego z dużego modelu językowego do projektowania i optymalizacji algorytmów. Zaczynając od początkowego algorytmu i metryk wydajności, AlphaEvolve wielokrotnie mutuje lub łączy istniejące algorytmy za pomocą LLM, aby generować nowe permutacje, wybierając najbardziej obiecujące do dalszych iteracji. AlphaEvolve dokonało kilku odkryć algorytmicznych i może być używane do optymalizacji komponentów samego siebie, ale kluczowym ograniczeniem jest potrzeba zautomatyzowanych funkcji oceny.